# 시모키타 GLORY DAYS
《시모키타 GLORY DAYS》(일본어: 下北 GLORY DAYS)는 주간 영 선데이에 연재되었던 오타니 지로의 만화이자, 이를 기반으로 제작된 동명의 드라마이다.

## 만화
주간 영 선데이 2004년 21 ·  22 합병호에서 처음 연재되었으며, 2006년 21호에서 종료되었다. 같은 해 25호에서 "Second Season"으로 재연재되어 2007년 20호까지 3년동안 연재되었다. 단행본은 영 선데이 코믹스에서 전 12권 출간되었다.
번외작품으로 영 선데이 증간 《아이돌 파라다이스》 2005년 6월 14일호에 〈시모키타 GLORY DAYS : 아가씨의 처녀작〉이, 또 2007년 2월 11일 호에 〈시모키타 GLORY DAYS another season : 한그릇 더 반장...의 권〉이 게재되었다.

## 드라마
TV 도쿄 계열 방송사에서 2006년 4월 14일부터 2006년 7월 7일까지 방영된 연속 드라마이다.(TV 오사카에서는 4월 20일부터 7월 13일까지 방영되었다.) 드라마 24의 세번째 작품이며, 기본적으로 원작 만화와 스토리가 다른 부분이 많다. 총 12회 방영되었다.

### 스토리
나가노 출신의 수험생 오노 유타는 연인인 타지마 미노리를 쫓아 상경해, 시모키타자와의 셰어 하우스 "누토피아"에 입주하게 된다. 누토피아에 입주한 룸메이트들은 유타를 제외하고 모두 여성이었고, 유타는 그녀들의 성적 매력에 빠진다. 어느날 유타에게 미노리가 전화를 하게 되고, 전화는 오해를 낳아 이별의 위기에 처한다.

### 주요 등장인물
*은 원작에는 등장하지 않는 캐릭터이다.
- 오노 유타(20, 주인공) - 이치타로
- 타지마 미노리(18, 유타의 여자친구) - 세토 사키
- 무로이 치호(28, 누토피아 소유주) - 마시로 리에
- 니시나 나츠메(지역 극단 연구생) - 호노카
- 코모리 미하(19, 여대생) - 아사미 유마
- 오카자키 카오루(24, 미용사) - 야부키 하루나
- 우에하라 마오(20, 미소녀) - 하시모토 마나미
- 에노키 츠야코*(미망인) - 스기모토 아야
- 이치몬지 노조미*(23, 여경) - 아오이 소라